# Municipio de Pearl (condado de Hand)
El municipio de Pearl (en inglés: Pearl Township) es un municipio ubicado en el condado de Hand en el estado estadounidense de Dakota del Sur. En el año 2010 tenía una población de 25 habitantes y una densidad poblacional de 0,27 personas por km².

## Geografía
El municipio de Pearl se encuentra ubicado en las coordenadas 44°25′9″N 98°52′47″O / 44.41917, -98.87972. Según la Oficina del Censo de los Estados Unidos, el municipio tiene una superficie total de 91.79 km², de la cual 91,63 km² corresponden a tierra firme y (0,17 %) 0,16 km² es agua.

## Demografía
Según el censo de 2010, había 25 personas residiendo en el municipio de Pearl. La densidad de población era de 0,27 hab./km². De los 25 habitantes, el municipio de Pearl estaba compuesto por el 100 % blancos. Del total de la población el 0 % eran hispanos o latinos de cualquier raza.